# Marcelo Chamusca
Marcelo Augusto Oliveira Chamusca, meglio noto come Marcelo Chamusca (Salvador, 7 ottobre 1966), è un allenatore di calcio brasiliano, tecnico dell'Tombense.

## Palmarès

### Allenatore

#### Competizioni nazionali
- Copa Verde: 1

Cuiabá: 2019

#### Competizioni statali
- Campionato Cearense: 1

Fortaleza: 2015
- Campionato Paraense: 1

Paysandu: 2017
- Campionato Alagoano: 2

Ceará: 2018
- Troféu Inconfidência: 1

Tombense:2023